# Rio Ciortosu
O Rio Ciortosu é um rio da Romênia, afluente do Nadeş, localizado no distrito de Mureş.